# Anne de Salm-Kyrbourg
Anne de Salm-Kyrbourg-Mörhingen (en allemand Anna von Salm-Kyrburg-Mörchingen ; née en 1572, morte le 25 août 1608 à Gemard en Grand Est/Alsace) est grave de Salm-Kyrbourg-Mörhingen еt par alliance comtesse et dame de Ribeauvillé en Alsace.

## Ascendance
Elle est la fille aînée (sur 13 enfants) du comte Otto Ier de Salm-Kyrbourg-Möhringen (bg) († 1607) et de son épouse la comtesse Ottilie de Nassau-Weilbourg (bg) († v. 1610), fille du comte Philippe III de Nassau-Weilbourg (1504–1559) et de sa troisième épouse Amélie d'Isenbourg-Budingen (bg) (1522-1579).

## Descendance
Anne de Salm-Kyrbourg-Möhringen épouse le comte Eberhard de Rappolstein (bg) (12 mars 1570-17 août 1637), fils d'Eggenolf III de Rappolstein (bg) (1527-1585) et de sa seconde épouse Marie d'Erbach (bg) (1541-1606), le 1er décembre 1589 au château de Kyrbourg, près de Kirn. Eberhard de Rappolstein est chambellan de l'empereur Matthias. Ils ont neuf enfants,:
- Otto-Guillaume (27 août 1592 – 19 septembre 1605)
- Anne-Ottilie (21 novembre 1593 – 25 octobre 1661)
- Georges-Frédéric (bg) (14 juillet 1594 - 30 août 1651), comte de Rappolstein-Ribeaupierre, marié en premières noces le 9 novembre 1623 à la comtesse Agathe-Marie de Hanau (de) (1599-1636), en secondes noces le 20 mai 1640 à Élisabeth-Charlotte de Solms-Sonenwalde-Laubach-Pauch (1621-1666)
- Marie (5 février 1597 – 14 février 1597)
- Jean-Jacques (12 février 1598 – 25 juillet 1673), comte de Rappolstein et Ribeaupierre, élevé au rang de comte, marié le 10 décembre 1637 à Strasbourg à Anne-Claudine de Salm-Kyrbourg (1615-1673)
- Philippe-Louis (22 septembre 1601 – 25 février 1637), mariée à la comtesse Dorothée-Diane de Salm-Kyrbourg-Möhringen (de) († 1672)
- Casimir (15 août 1604 – 7 juillet 1607)
- Eberhard (31 octobre 1606 – 26 juillet 1607)

Eberhard de Rappolstein se marie en secondes noces le 22 octobre 1609 à Birlenbach avec la comtesse Agathe de Solms-Laubach (bg) (1585-1648).